# Медаль «За мужність в охороні державного кордону України»
Медаль «За мужність в охороні державного кордону України» — відомча заохочувальна відзнака Державного комітету у справах охорони державного кордону України (Держкомкордон), Прикордонних військ України (ПВУ), а після реформування — Державної прикордонної служби України (ДПСУ).

## Історія нагороди

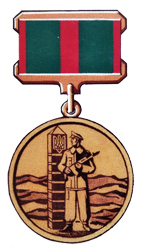
Перший варіант, жовтий метал з малою колодкою

Наказом голови Держкомкордону України № 122 від 22 березня 2000 року затверджена відзнака «За мужність в охороні державного кордону України». Перший варіант відзнаки мав колодку шириною 30 мм висотою 22 мм, стрічку з двох кольорів малиновий та зелений. Давні кольори козацтва та Прикордонних військ України. Автор художньо-конструкторського рішення — художник Микола Лебідь.
Наказом голови Держкомкордону України № 533 від 2 жовтня 2000 року затверджена відомча заохочувальна відзнака медаль «За мужність в охороні державного кордону України». Автор — художник Микола Лебідь.
Загалом випущено медалі чотирьох видів. Перший — жовтий метал з малою колодкою. Другий — срібна з неглибоким різьбленням. Третій — білий метал з неглибоким різьбленням. Четвертий — білий метал з колодкою, яка відрізняється формою. Колодка останнього варіанту знизу не горизонтальна, а має вигляд двох лаврових гілок що розходяться.
Наказом МВС України від 16 квітня 2013 року «Про встановлення відомчих заохочувальних відзнак Державної прикордонної служби України» вручення медалі «За мужність в охороні державного кордону України» припинено, запроваджений новий нагрудний знак «За мужність в охороні державного кордону».

## Положення про відзнаку
1. Відомчим заохочувальним знаком — медаллю «За мужність в охороні державного кордону України» нагороджуються військовослужбовці прикордонних військ України та інші особи.
2. Нагородження медаллю «За мужність в охороні державного кордону України» проводиться:
  - за особисту мужність та відвагу, виявлені під час виконання завдання з охорони державного кордону України;
  - за відмінне керування військами, підрозділами, прикордонними нарядами під час виконання завдань з охорони державного кордону України:
  - за високу пильність та ініціативні дії, у результаті яких було затримано порушників державного кордону України;
  - за самовіддану активну допомогу Прикордонним військам у виконанні завдань з охорони державного кордону.
3. Нагородження медаллю «За мужність в охороні державного кордону України» здійснюється наказом Голови Держкомітету — Командуючого Прикордонних військ України з представлення встановленого зразку командуючих військ направлень, командирів з'єднань та частин.
4. Медаллю «За мужність в охороні державного кордону України» можуть бути нагороджені іноземці.
5. Нагородження медаллю «За мужність в охороні державного кордону України» може бути проведено посмертно.
6. Вручення медалі «За мужність в охороні державного кордону України» здійснює Голова Держкомітету — Командуючий Прикордонних військ України або за його дорученням інші посадові особи Прикордонних військ України.
7. Нагородженому медаллю «За мужність в охороні державного кордону України» вручається медаль та посвідчення до неї. Військовослужбовцям та працівникам за трудовим договором Прикордонних військ України видається одноразова грошова допомога у розмірі одного посадового окладу.
8. В особових справах військовослужбовців та працівників за трудовим договором прикордонних військ України, нагороджених медаллю «За мужність в охороні державного кордону України» робиться відповідний запис.
9. Військовослужбовці, нагороджені медаллю «За мужність в охороні державного кордону України», заносяться у почесну книгу з'єднання, частини, де вони проходять службу.
10. Медаль «За мужність в охороні державного кордону України» носиться на лівій стороні грудей і розміщується після знаків державних нагород України. Замість медалі нагороджений може носити планку до неї, яка розміщується після планок державних нагород України.
11. У випадку втрати (псування) медалі «За мужність в охороні державного кордону України» та посвідчення до неї дублікати, як правило, не видаються. Вони можуть бути видані у порядку виключення за умов, за якими нагороджений не міг запобігти втраті (пошкодженню) медалі та посвідчення.
12. Позбавлення медалі «За мужність в охороні державного кордону України» може бути проведено Головою Держкомітету — Командуючим Прикордонних військ у випадку здійснення нагородженим вчинку, який дискредитує звання прикордонника.
13. У випадку нагородження медаллю «За мужність в охороні державного кордону України» посмертно медаль та посвідчення до неї передаються сім'ї нагородженого.
14. Особам, які нагороджені медаллю «За мужність в охороні державного кордону України» надається право поза конкурсного вступу до Національної академії Прикордонних військ України імені Б. Хмельницького.

## Опис відзнаки
Відомчий заохочувальний знак — медаль «За мужність в охороні державного кордону України» виготовляється з мельхіору і має форму медальйона. На лицьовій стороні (аверс) медальйона — зображення чергового прикордонника на фоні прикордонного стовпа з Малим Державним Гербом України. На третьому задньому плані умовне зображення передгірського рельєфу. На зворотній стороні (реверс) — напис «За мужність в охороні державного кордону України», внизу у центрі — лаврова гілка, символ гідності і слави. Лицьова та зворотна сторони мільйону обрамлено бортиком завтовшки 0,7 мм. Усі зображення рельєфні. Розміни медальйону: діаметр 32,5 мм товщина 2,5 мм. Медальйон за допомогою кільця з вушком з'єднується з прямокутною колодкою, яка обтягнена стрічкою. Розмір колодки: довжина 50 мм ширина 32,5 мм. На зворотній стороні колодки — застібка для кріплення до одягу.
Стрічка медалі шовкова муарова зеленого кольору з малиновими смужками по сторонах і в центрі та з білими — по сторонах центральної малинової смужки. Ширина стрічки 28 мм. Ширина смужок: малинових — 2 мм і 6 мм, відповідно, білих — по 1 мм. Планка медалі «За мужність в охороні державного кордону України» являє собою прямокутну металеву пластинку, обтягнену відповідною стрічкою. Розмір планки: висота 12 мм, ширина 24 мм.
Загалом випущено медалі чотирьох видів. Перший — жовтий метал з малою колодкою. Другий — срібна з неглибоким різьбленням. Третій — білий метал з неглибоким різьбленням. Четвертий — білий метал з колодкою, яка відрізняється формою. Колодка останнього варіанту знизу не горизонтальна, а має вигляд двох лаврових гілок що розходяться.